# Salsa rosa (pel·lícula)
Salsa rosa és una pel·lícula de cinema espanyola dirigida per Manuel Gómez Pereira el 1991 i protagonitzada per Maribel Verdú i Verónica Forqué.

## Argument
L'atzar fa que Ana (Verónica Forqué) i Koro (Maribel Verdú) es coneguin. Koro pensa un pla per descobrir si els seus marits els serien infidels. Ana, al principi assegura que el seu marit Tomás, encara amb alguns defectes, és un home que sempre ha estat amb ella en tot moment. I així és...
L'endemà Ana en despertar-se, crida a Koro per a dir-li que no vol seguir amb el pla, que vol deixar les coses millor com estan.

## Repartiment
- Verónica Forqué (Ana)
- Maribel Verdú (Koro)
- Juanjo Puigcorbé (Tomás - marit de Ana)
- José Coronado (Rosario - marit de Koro)
- Julieta Serrano (Mariluz)
- Fernando Colomo (veí)
- Carlos Hipólito (client pis)
- Carmen Balagué
- Gabriel Garbisu
- Felipe Jiménez (Loren)

## Premis
Manuel Gómez Pereira va ser nominat als Goya al Millor director novell (1991)